# Idioma andaquí
El idioma andaquí o andakí es una lengua indígena de Colombia, actualmente extinta, y hablada por los andaquíes, que actualmente sólo hablan español.
No debe confundirse esta lengua con el idioma andoque una lengua aislada de Colombia.

## Distribución e historia

## Clasificación
Dado el material y la naturaleza de los materiales conocidos en Andaquí, un estudio sistemático de los mismos debería hacer posible reconstruir algunos aspectos de la estructura general de la lengua. Un artículo de Paul Rivet (1924) basado en los datos de Albis y planteado para probar la conexión de la lengua con la familia chibcha. Sin embargo, el parentesco conjeturado por Rivert no resulta convincente. Por otra parte existen interesantes paralelos entre el paez y el andaquí, especialmente en palabras culturales, lo cual sugiere que se trata de préstamos:
Andaquí guahuahi - Paez wewe 'algodón'
Andaquí kagá 'boniato, camote, batata' - kaʔka o kaʔga 'patata'
Aunque también existe algunas palabras para partes del cuerpo y léxico común:
Andaquí chunguahé - Paez thũwa 'oreja'
Andaquí caya- o coaya- - Paez katy o kacy 'sentarse'
Andaquí (bon)da- - Paez ndeh 'dormir'
Sin embargo, el aspecto general de las palabras en andaquí son muy diferentes de lo que se encuentra en paez. En andaquí predominan las palabras largas con sílabas abiertas.

## Descripción lingüística
El andaquí es una lengua probablemente aglutinante a juzgar por la abundancia de palabras largas. Morfológicamente el andaquí usaba tanto sufijos como prefijos.

### Fonología
La grafía empleada en las fuentes disponibles del andaquí incluye 30 grafemas entre consonantes y vocales. La lista de palabras de Mutis contiene algunas combinanciones de letras inusuales, cuyo valor fonético sólo puede conjeturarse. La que aparece con más frecuencia es fsrr- como en fsrragua "un tipo de liana" y fsrrixa "fibra de agave'". También fs, sz, sh, que en el vocabulario del siglo XIX desaparecen y son en general sustituidas por s. Puede interpretarse que en los 150 años que transcurrieron entre las fuentes, desaparecieron del habla andaquí fonemas como la palatalizada /ʃ/, la retrofletia /ʂ/ y la africana retrofletia /ʈʂ/.
De acuerdo el análisis de Gabriela Coronas Urzía, los grafemas encontrados en las fuentes se pueden interpretar como representación de 12 fonemas consonánticos, 3 vocálicos orales (/i/ /a/ /u/) y las tres nasalizadas (ĩ, ã,,ũ).
Aparecen también 3 diacríticos: acento grave y acento agudo que representaron probablemente un acento fijo en la última sílaba, que por su condición predecible carecía de valor fonemático y el acento circunflejo que habría servido para representar de la nasalización vocálica.

### Gramática
La persona del sujeto se indica mediante prefijos, por ejemplo ka- marca la segunda persona como en:
(1) ninga ka-mimi
1.ªSG 2.ªSG-amar
'¿Me amas?' (Anonymous 1928: 181)
El modo gramatical, así como la nominalización y algunas partes de la referencia de persona se marcan mediante sufijos. El imperativo de segunda persona es -zá:
(2) fsrrajono-zá
acostarse-2.ªSG.IMP
'¡Acuéstate!' (Anonymous 1928: 185)
El caso se indica mediante sufijos:
cogo 'casa' / cogo-ra '(ir) a casa'

## Comparaciones lexicales
Algunos paralelos lexicales entre el andaquí y el nasa yuwe son significativos y Marcelo Jolkesky encontró en los vocabularios evidencias importantes que indican que los antepasados de los andaquí habrían mantenido contato cercano con los nasa durante la época precolombina.
| Castellano        | Andaquí                        | Nasa Yuwe                     |
| ----------------- | ------------------------------ | ----------------------------- |
| algodón           | kʷakʷa-                        | wawa                          |
| danta             | kũtihui                        | kʰũʦʲ                         |
| arena             | mĩsara                         | muse                          |
| batata/papa       | kaka                           | kaʔka "papa"                  |
| calabaza/vasija   | kʷatiː                         | tʰeː                          |
| cabello/pelo      | kiaha "cabelo"                 | dʲkʰas ‘pelo’                 |
| chicha            | baku-hi, baku-sa               | beka                          |
| paujil/pava       | ɸitiː fitihi "paujil"          | fiⁿdʒ "pava"                  |
| dos               | nãsiːsi                        | eʔns                          |
| hijo              | ʧikʷa-                         | n-ʧiʔk                        |
| fuego             | iɸi "llama"                    | ipʲ                           |
| hombre            | miʦiː; biʦi-ka ‘sou homem’     | pihʦ                          |
| hermano           | piː                            | peβʲ "hermano menor"          |
| lengua            | gua sunai                      | tʰune                         |
| mazamorra         | kaihi                          | kʰaʃ                          |
| maíz              | kiɸi                           | ʃipʲ "mazorca cocida"         |
| grano de maíz     | mikaɸi "maíz tostado"          | kʰaβʲ "grano"’; kokaβi "maíz" |
| ojo               | siɸi                           | jaɸʲ                          |
| oreja/oír         | sũkʷa-i, sũkʷa-hu; sũkʷa "oír" | tʰũʔwã ‘oreja’                |
| piedra            | kʷatii                         | kʷet                          |
| caliente/calentar | kubiha "caliente"              | kbahiʔh "calentar"            |
| rabo              | maʦĩkwa, maisikwa              | menz                          |
| rostro            | ʧipina                         | dʲiʔp                         |
| sembrar           | hu-                            | uhua-                         |
| teta              | ʦuʦuka                         | ʦʲuʔʦʲ                        |

Jolkesky adiciona alguns paralelos lexicais entre el tinigua y el andaquí:
Substantivos:
| Castellano | Tinigua           | Andaquí         |
| ---------- | ----------------- | --------------- |
| ahuyama    | tisi-kʰi, tisi-ʧi | batii, kʷa-tizi |
| árbol/leña | kixi "árbol"      | hizi "leña"     |
| comer      | ʤiʔo              | ʧija            |
| esposa     | nɨʧo              | nusũkʷa         |
| hombre     | piksiɡa           | miʦii; biʦika   |
| jaguar     | hiɲa              | mihinai         |
| venado     | xunze             | sũtai, sondai   |

Pronombres:
| Castellano | Tinigua  | Andaquí  |
| ---------- | -------- | -------- |
| yo         | hikʷa    | rĩka     |
| tú         | kaʔzɨ-   | ka-, ði- |
| él/ella    | hiʔki    | riːsi    |
| nosotros   | hikʷaʔa  | rĩɡʷakʷa |
| vosotros   | kaʔkʷaʔa | rikakʷa  |